# Codename: Linux
Codename: Linux (Originaltitel The Code) ist ein 52-minütiger Dokumentarfilm von 2001 über die Geschichte von GNU/Linux, freier Software und der Open-Source-Bewegung. Bei dieser finnisch-französischen Produktion führte Hannu Puttonen Regie.
Die Dokumentation zeigt unter anderem Interviews mit Linus Torvalds, Richard Stallman, Eric S. Raymond, Alan Cox, Miguel de Icaza, Theodore Ts’o, David S. Miller, Ari Lemmke und vielen anderen mehr. Des Weiteren enthält die Dokumentation einen chronologischen Verlauf der Entwicklung von Unix und Linux. Mit dabei ist der Free Software Song (mit Übersetzung als Untertitel), welcher unter der GNU Free Documentation License veröffentlicht wurde.
Im deutschen Fernsehen lief die Dokumentation auf arte. Auf DVD ist der Film nur in englischer Sprache (also auch ohne deutschen Untertitel) erhältlich, dafür mit Bonusmaterial, unter anderem einige Musikstücke, welche in der Dokumentation selbst nur ausschnittsweise zu hören sind.